# Verwaltungsgemeinschaft Reichertsheim
Die Verwaltungsgemeinschaft Reichertsheim liegt im oberbayerischen Landkreis Mühldorf am Inn und wird von folgenden Gemeinden gebildet:
1. Kirchdorf, 1347 Einwohner, 21,03 km²
2. Reichertsheim, 1713 Einwohner, 31,36 km²

Sitz der Verwaltungsgemeinschaft ist Reichertsheim.
Vom 1. Mai 1978 bis zum 31. Dezember 1979 gehörte die Gemeinde Reichertsheim der Verwaltungsgemeinschaft Haag in Obb. an. Die Verwaltungsgemeinschaft Reichertsheim wurde zum 1. Januar 1980 gebildet.